# Armando Lozano Sánchez
Armando Lozano Sánchez, més conegut com a Armando (Motril, província de Granada, 16 de desembre de 1984) és un exfutbolista professional andalús que jugava com a defensa.
Ha jugat en diferents equips espanyols, i també a Mèxic i els Estats Units.